# بريت وايت
بريت وايت (بالإنجليزية: Brett White)‏ هو لاعب دوري الرغبي أسترالي، ولد في 8 أبريل 1982 في Jindabyne, New South Wales ‏ في أستراليا.

## وصلات خارجية
- بريت وايت على موقع إن إن دي بي (الإنجليزية)